# Лешек Коседовський
Лешек Коседовський (пол. Leszek Kosedowski; 25 травня 1954) — польський боксер, призер Олімпійських ігор.
Лешек — старший брат Кшиштофа Коседовського, боксера, олімпійського медаліста.

## Аматорська кар'єра
1974 року завоював бронзову медаль на чемпіонаті Європи серед юніорів.
На Олімпійських іграх 1976 завоював бронзову медаль.
- У 1/16 фіналу пройшов без бою Корнеліуса Боза-Едвардса (Уганда)
- У 1/8 фіналу переміг Камілле Гуарда (Канада) — 5-0
- У чвертьфіналі переміг Братислава Рістича (Югославія) — 5-0
- У півфіналі програв Ріхарду Новаковському (НДР) — 0-5

На чемпіонаті світу 1978 в легкій вазі програв у першому бою Лутцу Кесебіру (НДР).